# 佐世保市内テレビ・FM中継局
佐世保市内テレビ・FM中継局（させぼしないテレビ・FMちゅうけいきょく）では、長崎県佐世保市内に設置されている地上波テレビジョン放送およびFMラジオ放送の中継局について記述する。
なお、同市内にあるAMラジオ放送の中継局については佐世保ラジオ放送所を、長崎市にある県域テレビ・FM放送局の親局（送信所）については稲佐山を、それぞれ参照の事。

## 概要
長崎県内は、山地が多い地形の都合上親局や基幹局からの電波が及びにくい地域が多いため、麓の市内にも多くの地上波テレビジョン放送中継局が設置されている。
この状況は、佐世保市だけでなく県内その他の多くの地域にも当てはまる。

## 中継局一覧

### FMラジオ放送設備
| 中継局名 | 放送局名     | 周波数  | 空中線電力 | 実効輻射電力 | 放送対象地域   | 放送区域内世帯数 | 開局年月日    |
| -------- | ------------ | ------- | ---------- | ------------ | -------------- | ---------------- | ------------- |
| 佐世保   | エフエム長崎 | 80.3MHz | 300W       | 1.05kW       | 長崎県         | 不明             | 1982年10月1日 |
| 佐世保   | NHK長崎FM    | 86.0MHz | 250W       | 1.3kW        | 長崎県         | 不明             | 1965年3月1日  |
| 佐世保   | FMさせぼ     | 87.3MHz | 20W        | 55W          | -              | 約74,000世帯     | 2007年7月22日 |
| 佐世保   | NBC長崎放送  | 90.6MHz | 300W       | 990W         | 長崎県・佐賀県 | 143,254世帯      | 2017年2月1日  |
| 宇久     | NHK長崎FM    | 88.0MHz | 1W         | 1W           | 長崎県         | 不明             | 1980年7月24日 |

### 地上デジタルテレビジョン放送設備
- （数字）chは、親局と同一のチャンネル。
- （数字）chは、デジタル新局。
- リパック前のチャンネルは、赤数字で表記。

| 放送対象地域→   | 放送対象地域→     | 放送対象地域→   | 放送対象地域→   | 放送対象地域→                                                                           | 長崎県         | 全国           | 長崎県         | 長崎県         | 長崎県         | 長崎県         | 放送 区域内 世帯数 | 中継局 所在地                               | 開局 年月日                                                                         |
| リモコンキーID→ | リモコンキーID→   | リモコンキーID→ | リモコンキーID→ | リモコンキーID→                                                                         | 1              | 2              | 3              | 4              | 5              | 8              | 放送 区域内 世帯数 | 中継局 所在地                               | 開局 年月日                                                                         |
| 中継局 名       | 中継局名 読み     | 偏波面          | 空中線電力      | 実効輻射電力                                                                            | NHK 長崎 総合  | NHK 長崎 教育  | NBC            | NIB            | NCC            | KTN            | 放送 区域内 世帯数 | 中継局 所在地                               | 開局 年月日                                                                         |
| 中継局 名       | 中継局名 読み     | 偏波面          | 空中線電力      | 実効輻射電力                                                                            | 物理チャンネル | 物理チャンネル | 物理チャンネル | 物理チャンネル | 物理チャンネル | 物理チャンネル | 放送 区域内 世帯数 | 中継局 所在地                               | 開局 年月日                                                                         |
| --------------- | ----------------- | --------------- | --------------- | --------------------------------------------------------------------------------------- | -------------- | -------------- | -------------- | -------------- | -------------- | -------------- | ------------------ | ------------------------------------------- | ----------------------------------------------------------------------------------- |
| 佐世保          | させぼ            | 水平            | 1kW             | 8.3kW・7.4kW（NHK-G） 8.1kW・7.2kW（NHK-E） 8.3kW（NBC・NCC） 9.9kW（NIB） 9.8kW（KTN） | 42ch           | 40ch           | 22ch           | 16ch           | 38ch           | 34ch           | 174,211世帯        | 烏帽子町 <烏帽子岳>                         | 2007年（平成19年） 4月1日 （NHK） 2007年（平成19年） 6月1日 （民放）                |
| 佐世保 大野     | させぼ おおの     | 水平            | 1W              | 4.2W（NHK・NBC） 4.6W（NIB・KTN） 3.9W（NCC）                                           | 23ch           | 30ch           | 21ch           | 36ch           | 33ch           | 32ch           | 23,484世帯         | 知見寺町 <石盛山>                           | 2010年（平成22年） 2月1日                                                           |
| 佐世保 赤崎     | させぼ あかさき   | 水平            | 1W              | 7.8W（NBC） 7.6W（NBC以外）                                                             | 42ch           | 40ch           | 22ch           | 16ch           | 38ch           | 34ch           | 36,076世帯         | 赤崎町 <赤崎岳>                             | 2010年（平成22年） 3月15日                                                          |
| 吉井            | よしい            | 水平            | 300mW           | 1.55W                                                                                   | 23ch           | 30ch           | 24ch           | 50ch           | 48ch           | 26ch           | 5,122世帯          | 吉井町 春明 <牧の岳山>                      | 2009年（平成21年） 6月1日                                                           |
| 相浦            | あいのうら        | 水平            | 300mW           | 390mW                                                                                   | 42ch           | 40ch           | 22ch           | 16ch           | 38ch           | 20ch (34ch)    | 14,575世帯         | 相浦町 <愛宕山>                             | 2009年（平成21年） 6月1日                                                           |
| 早岐            | はいき            | 垂直            | 300mW           |                                                                                         | 42ch           | 40ch           | 22ch           | 16ch           | 38ch           | 34ch           | 16,989世帯         | 指方町 <飯盛山>                             | 2010年（平成22年） 1月12日                                                          |
| 佐世保 日宇     | させぼひう        | 水平            | 300mW           | 1.6W（NHK） 1.25W（NBC・KTN） 1.2W（NIB・NCC）                                          | 42ch           | 40ch           | 44ch           | 47ch           | 49ch           | 33ch           | 5,396世帯          | 白岳町                                      | 2010年（平成22年） 11月15日                                                         |
| 江迎 鹿町       | えむかえ しかまち | 水平            | 300mW           | 580mW                                                                                   | 41ch           | 43ch           | 24ch           | 33ch           | 27ch           | 26ch           | 2,023世帯          | 鹿町町 鹿町 字釜本                          | 2009年（平成21年） 6月8日                                                           |
| 世知原          | せちばる          | 水平            | 300mW           |                                                                                         | 42ch           | 40ch           | 22ch           | 16ch           | 38ch           | 34ch           | 1,399世帯          | 世知原町 槍巻 <東八天岳>                    | 2009年（平成21年） 6月1日                                                           |
| 宇久            | うく              | 水平            | 300mW           | 590mW （NHK-G・NCC） 570mW （NHK-E・NIB） 510mW（NBC） 720mW（KTN）                     | 50ch (39ch)    | 46ch (47ch)    | 51ch (23ch)    | 52ch (30ch)    | 19ch (26ch)    | 35ch (24ch)    | 1,499世帯          | 宇久町 木場 <城ヶ岳>                        | 2009年（平成21年） 12月1日                                                          |
| 佐世保 日野     | させぼひの        | 水平            | 100mW           | 98mW                                                                                    | 42ch           | 40ch           | 22ch           | 16ch           | 38ch           | 34ch           | 4,897世帯          | 日野町 字小穴                               | 2010年（平成22年） 2月1日                                                           |
| 南鹿町          | みなみ しかまち   | 水平            | 10mW            | 15.5W（NHK-E） 15W（NHK-E以外）                                                         | 28ch           | 13ch           | 14ch           | 18ch           | 19ch           | 25ch           | 144世帯            | 鹿町町 船ノ村 字船石                        | 2010年（平成22年） 11月30日                                                         |
| 小佐々 楠泊     | こさざ くすどまり | 水平            | 10mW            | 11.5mW                                                                                  | 25ch           | 26ch           | 14ch           | 18ch           | 19ch           | 20ch           | 300世帯            | 小佐々町 楠泊                               | 2011年（平成23年） 3月1日                                                           |
| 佐世保 柚木     | させぼ ゆのき     | 水平            | 100mW           | 450mW（NHK） 480mW（NBC） 490mW（KTN）                                                  | 23ch           | 30ch           | 28ch           | -              | -              | 26ch           | 1,399世帯          | 高花町 （NHK） 柚木町 （NBC・KTN） <高花岳> | 2011年（平成23年） 3月31日                                                          |
| 松浦南          | まつうら みなみ   | 水平            | 3W              | 11.5W                                                                                   | 28ch (47ch)    | 30ch           | 24ch           | 18ch           | 19ch           | 26ch           | 4,328世帯          | 吉井町 板樋 （民放） <高法知岳>             | 2009年（平成21年） 10月1日 （NHK・NBC・KTN） 2010年（平成22年） 3月1日 （NIB・NCC） |

### 地上アナログテレビジョン放送設備
- 2011年7月24日をもってすべて廃止され、翌日の7月25日午前0時までに停波している。
- ×は開局していない。
- （中継局名）は、1982年1月30日に廃止された鹿町局を含め、デジタル放送については他の中継局によりカバーが可能と判断されたため、運用終了となった中継局[33]。
- （+）（-）はオフセットあり。
- アナアナ変換前のチャンネルは、赤数字で表記。

| 放送対象地域→ | 放送対象地域→     | 放送対象地域→ | 放送対象地域→                                                      | 放送対象地域→ | 長崎県           | 全国             | 長崎県           | 長崎県           | 長崎県     | 長崎県     | 中継局 所在地                             |
| 中継局 名     | 中継局名 読み     | 偏波面        | 空中線電力                                                         | 実効輻射電力 | NHK 長崎総合     | NHK 長崎教育     | NBC              | KTN              | NCC        | NIB        | 中継局 所在地                             |
| 中継局 名     | 中継局名 読み     | 偏波面        | 空中線電力                                                         | 実効輻射電力 | チャンネル       | チャンネル       | チャンネル       | チャンネル       | チャンネル | チャンネル | 中継局 所在地                             |
| ------------- | ----------------- | ------------- | ------------------------------------------------------------------ | --- | ---------------- | ---------------- | ---------------- | ---------------- | ---------- | ---------- | ----------------------------------------- |
| 佐世保        | させぼ            | 水平          | 映像1kW/音声250W （NHK・NBC） 映像10kW/音声2.5kW （KTN・NCC・NIB） | 映像7.9kW/音声2kW （NHK-G） 映像6.8kW/音声1.7kW （NHK-E） 映像5.4kW/音声1.3kW （NBC） 映像95kW/音声24kW （KTN） 映像83kW/音声21kW （NCC） 映像10kW/音声2.5kW （NIB） | 8ch（-）         | 2ch（-）         | 10ch（-）        | 35ch             | 31ch（-）  | 17ch       | 小佐世保町 <烏帽子岳>                     |
| 佐世保 大野   | させぼ おおの     | 水平          | 映像10W/音声2.5W                                                   | 映像42W/音声10.5W （NHK・NBC） 映像40W/音声10W （KTN・NIB） 映像39W/音声970mW （NCC）                                                                                | 55ch（-）        | 53ch（-）        | 59ch（-）        | 57ch             | 51ch（-）  | 61ch（+）  | 知見寺町 <石盛山>                         |
| 佐世保 赤崎   | させぼ あかさき   | 水平          | 映像10W/音声2.5W                                                   | 映像76W/音声19W （NHK・NCC・NIB） 映像74W/音声18.5W （NBC） 映像69W/音声17W （KTN）                                                                                  | 60ch             | 62ch             | 56ch             | 54ch             | 24ch       | 29ch       | 赤崎町 <赤崎岳>                           |
| 吉井          | よしい            | 水平          | 映像1W/音声250mW （NBC） 映像3W/音声750mW （NBC以外）              | 映像16W/音声4W （NHK・NCC） 映像900mW/音声230mW （NBC） 映像19W/音声4.7W （KTN・NIB）                                                                                | 49ch             | 44ch             | 6ch              | 57ch（+）        | 59ch（+）  | 61ch       | 吉井町春明 <牧の岳山>                     |
| 相浦          | あいのうら        | 水平          | 映像3W/音声750mW                                                   | 映像4.6W/音声1.15W （NHK・NBC・KTN） 映像4W/音声1W （NCC・NIB） | 46ch（+）        | 50ch（+）        | 52ch（+）        | 48ch（+）        | 44ch（+）  | 27ch       | 相浦町 <愛宕山>                           |
| 早岐          | はいき            | 垂直          | 映像3W/音声750mW                                                   | 映像17W/音声4.3W （NHK-E） 映像15.5W/音声3.9W （NHK-G・NBC・NCC・NIB） 映像17.5W/音声4.4W （KTN）                                                                    | 58ch（+）        | 36ch（-）        | 43ch             | 41ch             | 21ch       | 30ch（-）  | 指方町 <飯盛山>                           |
| 佐世保 日宇   | させぼひう        | 水平          | 映像3W/音声750mW                                                   | 映像11.5W/音声2.9W | 46ch             | 50ch             | 52ch             | 48ch             | 61ch       | 59ch       | 白岳町                                    |
| 江迎 鹿町     | えむかえ しかまち | 水平          | 映像3W/音声750mW                                                   | 映像6.1W/音声1.55W （NHK・NBC・KTN） 映像5.9W/音声1.45W （NCC・NIB）                                                                                                 | 54ch（-）        | 52ch（-）        | 56ch（-）        | 58ch（-）        | 15ch       | 21ch（+）  | 鹿町町鹿町字釜本                          |
| 世知原        | せちばる          | 水平          | 映像3W/音声750mW                                                   | 映像7.4W/音声1.8W （NHK） 映像7.4W/音声1.85W （NBC・KTN） 映像8.3W/音声2.1W （NCC）                                                                                  | 60ch（-）        | 62ch（-）        | 56ch             | 58ch             | 46ch       | ×          | 世知原町槍巻 <東八天岳>                   |
| 宇久          | うく              | 水平          | 映像3W/音声750mW                                                   | 映像6.7W/音声1.65W （NHK） 映像7.4W/音声1.85W （NBC） 映像6.3W/音声1.55W （KTN） 映像5.8W/音声1.45W （NCC） 映像6.3W/音声1.6W （NIB）                                | 48ch（-）        | 50ch（-）        | 46ch（-）        | 52ch（-）        | 54ch（-）  | 60ch（-）  | 宇久町木場 <城ヶ岳>                       |
| 佐世保 日野   | させぼひの        | 水平          | 映像1W/音声250mW                                                   | 映像1.2W/音声300mW （NHK） 映像1W/音声260mW （民放） | 41ch（+）        | 43ch             | 25ch（-）        | 30ch（+）        | 28ch       | 32ch       | 日野町字小穴                              |
| 佐世保 柚木   | させぼ ゆのき     | 水平          | 映像1W/音声250mW                                                   | 映像3.9W/音声970mW | 43ch             | 45ch（+）        | 41ch             | 39ch（+）        | ×          | ×          | 高花町（NHK） 柚木町（NBC・KTN） <高花岳> |
| 針尾          | はりお            | 水平          | 映像1W/音声250mW                                                   | 映像6.8W/音声1.7W | 55ch（+）        | 53ch（+）        | ×                | ×                | ×          | ×          | 針尾北町 <大崎山>                         |
| 佐世保 天神   | させぼ てんじん   | 水平          | 映像100mW/音声25mW                                                 | 映像690mW/音声170mW | 58ch             | 50ch             | 60ch             | 48ch             | 54ch       | 52ch       | 天神4丁目                                 |
| 佐世保 長坂   | させぼ ながさか   | 垂直          | 映像100mW/音声25mW                                                 | 映像210mW/音声53mW | 49ch             | 51ch             | 47ch             | 45ch             | 55ch       | 53ch       | 長坂町                                    |
| 佐世保 八幡   | させぼ はちまん   | 水平          | 映像100mW/音声25mW                                                 | 映像110mW/音声28mW （NHK） 映像105mW/音声27mW （民放） | 28ch（+）        | 26ch（+）        | 52ch             | 44ch             | 49ch       | 47ch       | 折橋町                                    |
| 佐世保 折橋   | させぼ おりはし   | 垂直          | 映像100mW/音声25mW                                                 | 映像160mW/音声40mW （NHK・NBC・NCC） 映像165mW/音声41mW （KTN・NIB）                                                                                                 | 48ch             | 46ch             | 50ch             | 27ch             | 58ch（-）  | 25ch       | 折橋町                                    |
| 佐世保 椎木   | させぼ しいのき   | 水平          | 映像100mW/音声25mW                                                 | 映像115mW/音声29mW （NBC） 映像110mW/音声28mW （NBC以外） | 37ch             | 49ch             | 58ch             | 39ch             | 47ch       | 45ch       | 椎木町                                    |
| 南鹿町        | みなみ しかまち   | 水平          | 映像100mW/音声25mW                                                 | 映像160mW/音声40mW | 46ch             | 44ch             | 48ch             | 50ch             | 38ch       | 36ch       | 鹿町町船ノ村字船石                        |
| 小佐々 楠泊   | こさざ くすどまり | 水平          | 映像100mW/音声25mW                                                 | 映像105mW/音声27mW | 48ch             | 46ch             | 50ch             | 52ch             | 56ch       | 54ch       | 小佐々町楠泊                              |
| 黒島 名切     | くろしま なきり   | 垂直          | 映像100mW/音声25mW                                                 | 映像550mW/音声135mW | 52ch             | 50ch             | ×                | 48ch             | ×          | ×          | 黒島町字名切                              |
| 黒島 田代     | くろしま たしろ   | 垂直          | 映像100mW/音声25mW                                                 | 映像810mW/音声200mW | 61ch             | 33ch（+）        | ×                | 44ch             | ×          | ×          | 黒島町字田代                              |
| 鹿町          | しかまち          | 水平          | 映像100mW/音声25mW                                                 | 廃局により不明 | 6ch（+）         | 12ch（+）        | ×                | ×                | ×          | ×          | （不明）                                  |
| 松浦南        | まつうら みなみ   | 水平          | 映像3W/音声（不明）                                                | （不明） | 27ch（-） (50ch) | 25ch（-） (48ch) | 60ch（+） (52ch) | 51ch（-） (54ch) | ×          | ×          | 吉井町板樋（民放） <高法知岳>             |

## 置局住所（開局順・開局当時の住所）
- 佐世保[35][36][37][38] - 佐世保市小佐世保町942番11号（デジタルテレビは同市烏帽子町407番地）
  - NHK：1958年12月23日（教育は1964年1月20日）
  - NBC：1959年2月20日
  - KTN：1969年3月21日
  - fm nagasaki：1982年10月1日
  - NCC：1990年3月22日
  - NIB：1991年3月22日
- 相浦 - 佐世保市相浦町2672番地
  - NHK：1972年6月21日
  - NBC：1973年3月16日
  - KTN：1974年4月24日
  - NCC：1991年4月18日
  - NIB：1994年6月1日
- 赤崎 - 佐世保市赤崎町1160番地
  - NHK：1974年5月31日
  - NBC・KTN：1975年3月6日
  - NCC：1991年11月9日
- 日野 - 佐世保市日野町903番3号
  - NHK：1972年7月20日
  - NBC：1976年3月2日
  - KTN：1977年3月12日
  - NCC・NIB：1996年12月4日
- 天神 - 佐世保市天神町2359番地
  - NHK・NBC・KTN：1977年5月21日
  - NCC：1994年3月23日
  - NIB：1995年1月24日
- 早岐 - 佐世保市指方町862番1号
  - NHK・NBC・KTN：1978年3月8日
  - NCC：1991年3月29日
  - NIB：1992年5月15日
- 長坂 - 佐世保市長坂町525番1号
  - NHK・NBC・KTN：1979年6月13日
  - NCC・NIB：1995年12月25日
- 折橋 - 佐世保市折橋町108番2号
  - NHK・NBC・KTN：1980年7月9日
  - NCC・NIB：1997年1月14日
- 八幡 - 佐世保市折橋町52番1号:折橋局と同日開局
- 大野 - 佐世保市知見寺町1411番3号
  - NHK：1968年12月1日
  - NBC：1969年9月27日
  - KTN：1972年1月29日
  - NCC：1990年8月21日
  - NIB：1992年11月26日
- 柚木 - 佐世保市柚木町284番地：1981年2月19日
- 椎木 - 佐世保市椎木町832番3号
  - NHK・NBC・KTN：1981年12月18日
  - NCC・NIB：1998年2月18日

## 合併前の佐世保市内の中継局（開局順・当時の住所）
- 吉井 - 北松浦郡吉井町春明免字牧ノ岳556番1号
  - NHK：1966年11月14日
  - NBC：1969年10月23日
  - KTN：1975年10月1日
  - NCC：1991年3月28日
  - NIB：1995年2月8日
- 宇久 - 北松浦郡宇久町平郷字小水1416番地　
  - NHK：1967年12月23日
  - NBC：1968年12月25日
  - KTN：1975年10月29日
  - NCC：1991年5月28日
  - NIB：1997年6月25日
- 世知原 - 北松浦郡世知原町中通免字矢峰川内522番3号
  - NHK・NBC・KTN：1979年1月26日
  - NCC：1992年9月10日
- 楠泊 - 北松浦郡小佐々町楠泊免字谷1216番2号
  - NHK・NBC・KTN：1981年12月4日
  - NCC・NIB：1996年2月1日
- 江迎鹿町 - 北松浦郡鹿町町鹿町免字蜂ヶ坂1087番15号
  - NHK・NBC・KTN：1979年1月26日
  - NCC・NIB：1996年1月19日
- 南鹿町 - 北松浦郡鹿町町船ノ浦免字迎901番1号
  - NHK・NBC・KTN：1981年12月4日
  - NCC・NIB：1998年2月17日
- 松浦南 - 北松浦郡吉井町板樋免字高法内1202番地（NHKは松浦市志佐町池成免）
  - NHK：1970年11月26日
  - NBC・KTN：1982年4月9日